# Zipi
Zipi war eine hethitische Stadt, die in der Nähe von Šamuḫa (Kayalıpınar) lag. Ihre genaue Lage ist unbekannt. Sie wird in hethitischen Keilschrifttexten aus Kayalıpınar genannt.
Bezeugt ist ein Tempel des Wettergottes von Zipi, dessen silberbeschlagene Statue auf dem Altar stand, welcher mit einem eya-Baum (Föhre?, Eibe?, Kermeseiche?) geschmückt war. Ihm zu Ehren wurde ein Wiesenfest gefeiert. Im Tempel verehrt wurden zudem noch der Schutzgott des Königs, der Berg Aštiyapra und der Fluss Maraššanda (Kızılırmak), der nahe der Stadt vorbeifloss. Die Steinstele der Berges Aštiyapra stand vor dem Tempel. Ein Text sagt, dass der Berg Aštiyara gerodet worden sei.
Ein Kultinventartext aus Kayalıpınar listet zudem noch „10 Quellen der Stadt Zipi“ auf, von denen die Quellen Mulili und Annari („Kräftige“) rituell geehrt wurden. Bemerkenswert ist, dass neben diesen beiden und Aššuwanta („Gute“) sowie Adaniya noch drei Quellpaare genannt werden: Karipa und Karipatti, Penna und Pennati sowie Aššiya und Šaš[…].